# بيل لانديس
بيل لانديس (بالإنجليزية: Bill Landis) هو لاعب كرة قاعدة أمريكي، ولد في 8 أكتوبر 1942 في هانفورد في الولايات المتحدة.

## وصلات خارجية
- بيل لانديس على موقعبيزبول رفرنس.كوم (الدوري الرئيسي) (الإنجليزية)
- بيل لانديس على موقع جمعية أبحاث البيسبول الأمريكية (الإنجليزية)